# Giro de Lombardía 1942
El Giro de Lombardía 1942 fue la 38.ª edición del Giro de Lombardía. Esta carrera ciclista organizada por La Gazzetta dello Sport se disputó el 17 de octubre de 1942 con salida y llegada a Milán después de un recorrido de 184 km.
El italiano Aldo Bini (Bianchi) conseguía su segunda carrera al imponerse a sus compatriotas Gino Bartali (Legnano) y Quirino Toccacelli (Individual).

## Clasificación general
| Posición | Ciclista                                           | Equipo                                             | Tiempo                                             |
| -------- | -------------------------------------------------- | -------------------------------------------------- | -------------------------------------------------- |
| 1        | Aldo Bini                                          | Viscontea                                          | 5h 06' 03"                                         |
| 2        | Gino Bartali                                       | Legnano                                            | m. t.                                              |
| 3        | Quirino Toccacelli                                 | Individual                                         | m. t.                                              |
| 4        | Cino Cinelli                                       | Bianchi                                            | m. t.                                              |
| 5        | Glauco Servadei                                    | Bianchi                                            | m. t.                                              |
| 6        | Marcello Spadolini                                 | Lazio SS                                           | m. t.                                              |
| 7        | Veinte ciclistas se clasifican en séptima posición | Veinte ciclistas se clasifican en séptima posición | Veinte ciclistas se clasifican en séptima posición |